# 卡罗琳·梅哈菲
卡罗琳·梅哈菲（英語：Carolyn Mehaffey，20世纪—），美国女子赛艇运动员。她曾代表美国参加英国诺丁汉举行的1986年世界赛艇锦标赛，获得女子轻量级四人单桨无舵手金牌。